# Steve Miner
Pour les articles homonymes, voir Miner.
Steve Miner est un réalisateur américain né le 18 juin 1951 à Westport, dans le Connecticut.

## Biographie
Il se spécialise dès ses premiers films dans les films d'horreur, réalisant des suites à Vendredi 13 ou Halloween ou bien filmant de grands succès dans le genre comme House ou Warlock, qui engendrent à leur tour des suites. En 2007, il sort un remake de Le Jour des morts-vivants de George A. Romero.

## Filmographie

### Cinéma
- 1981 : Le Tueur du vendredi (Friday the 13th Part 2)
- 1982 : Meurtres en 3 dimensions (Friday the 13th Part III)
- 1986 : House
- 1986 : Soul Man
- 1989 : Warlock
- 1991 : À cœur vaillant rien d'impossible (Wild Hearts Can't Be Broken)
- 1992 : Forever Young
- 1994 : Sherwood's Travels
- 1994 : My Father, ce héros (My Father the Hero)
- 1996 : Le Souffre-douleur (Big Bully)
- 1998 : Halloween, 20 ans après (Halloween H20: 20 Years Later)
- 1999 : Lake Placid
- 2001 : Texas rangers, la revanche des justiciers (Texas Rangers)
- 2007 : Le Jour des morts (Day of the Dead)
- 2009 : Blonde et dangereuse (Private Valentine: Blonde & Dangerous)

### Télévision
- 1992 : Laurie Hill (série télévisée)
- 1993 : Diagnostic : Meurtre (Diagnosis Murder) (série télévisée)
- 1994 : La Vie à tout prix (Chicago Hope) (série télévisée)
- 1995 : Raising Caines (série télévisée)
- 1996 : Relativity (série télévisée)
- 1998 : Dawson (Dawson's Creek) (série télévisée)
- 2001 : The Third Degree (TV)
- 2001 : Kate Brasher (série télévisée)
- 2002 : Home of the Brave (TV)
- 2003 : Jake 2.0 (série télévisée)
- 2003 : Miss Match (série télévisée)
- 2006 : Scarlett (TV)